# نادين سبنسر
نادين سبنسر هي سيدة أعمال كندية، ولدت في 17 ديسمبر 1967 في كينغستون في جامايكا.

## وصلات خارجية
- الموقع الرسمي